# Tangeh Savashi

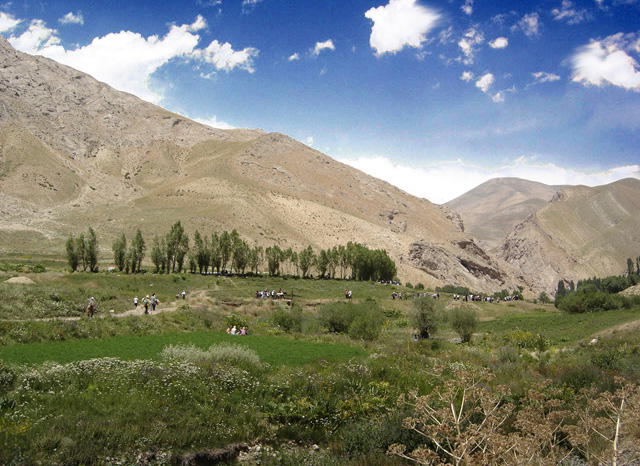
La valle dopo la prima stretta si estende per 3 km prima della stretta successiva con cascate.

Tang-e Savashi ( persiano: تنگ واشی) è una gola e un passo di montagna nella catena montuosa dell'Alborz dell'Iran. È una popolare attrazione turistica nella provincia di Teheran.
Situata a 15 chilometri a ovest di Firouzkouh, 9 chilometri a nord della strada Firouzkouh - Damavand, nella provincia di Teheran, è uno stretto passo di montagna nella catena dell'Alborz. La stretta gola è stata creata da un torrente perenne che scende da una serie di cascate a monte.
Leggermente più in basso, in una zona collinare, il torrente forniva un lembo di lussureggiante pascolo all'interno delle montagne. Fino al XX secolo l'area era una riserva di caccia reale, popolata da vari animali selvatici. Il re di Persia Qajar Fath Ali Shah (1772 – 1834) vi mantenne un capanno da caccia.
Per commemorare le sue cacce, Fath Ali Shah ordinò di scolpire un rilievo nella roccia nel punto centrale del passo, emulando esempi Sasanidi. Ci sono rovine di una torre di guardia Qajar in cima a uno degli ingressi alla gola.
Oggi il rilievo è una popolare attrazione turistica e la posizione è anche molto popolare tra gli appassionati di trekking ed escursionismo.
Tang-e Vashi è una proprietà privata dal 1897 ed è appartenuto a Haji Esfandiyar Hamedi sangesari, Ali agha Hamedi Esfandiyari e a suo figlio Siamak Hamedi e famiglia dal 1996.

## Galleria d'immagini

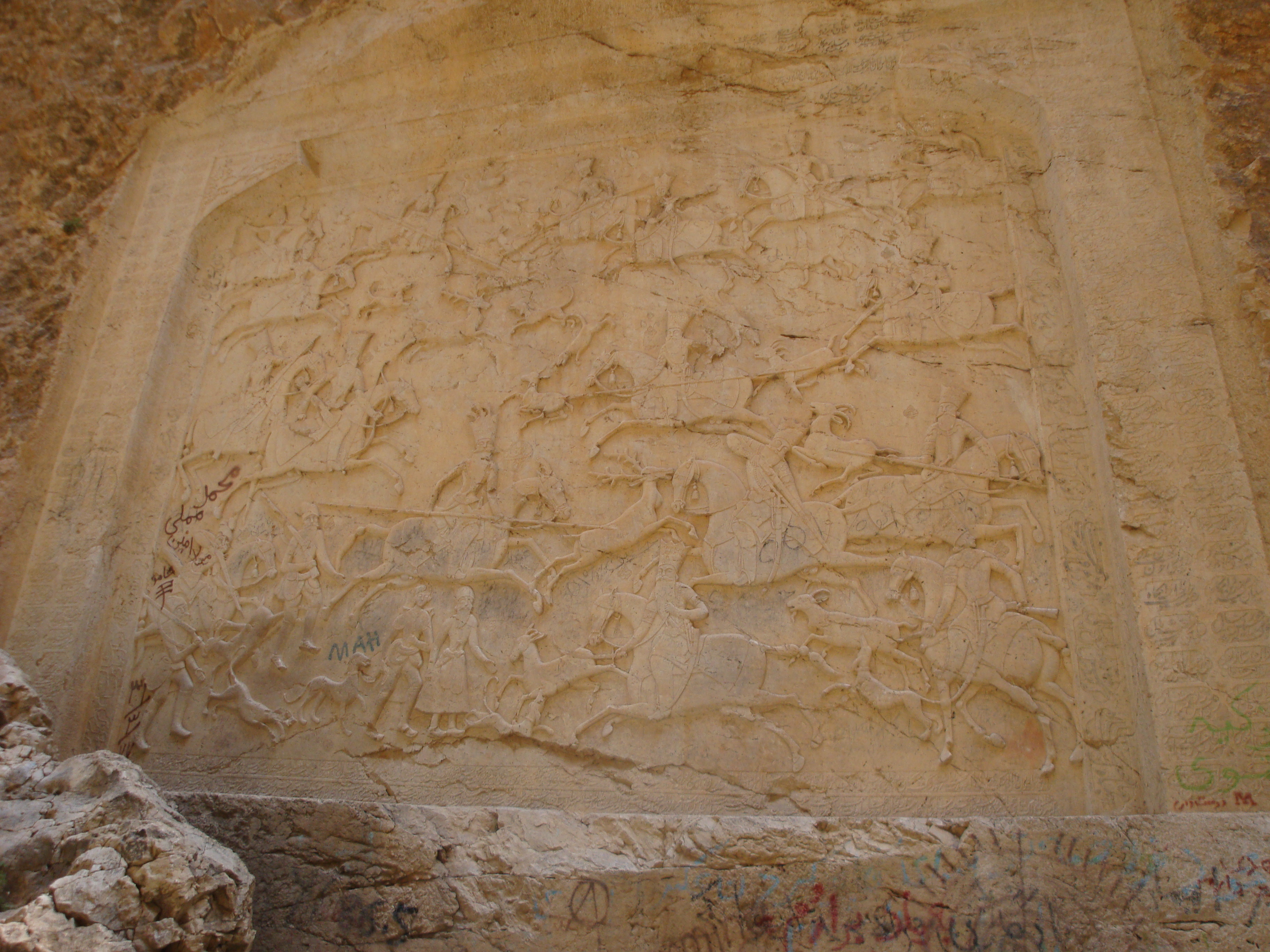
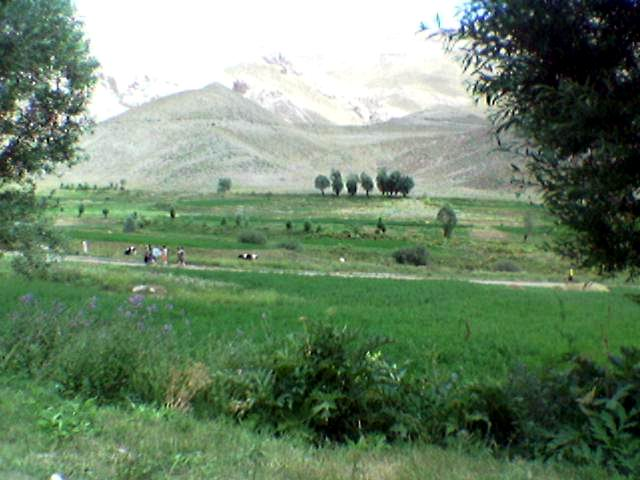
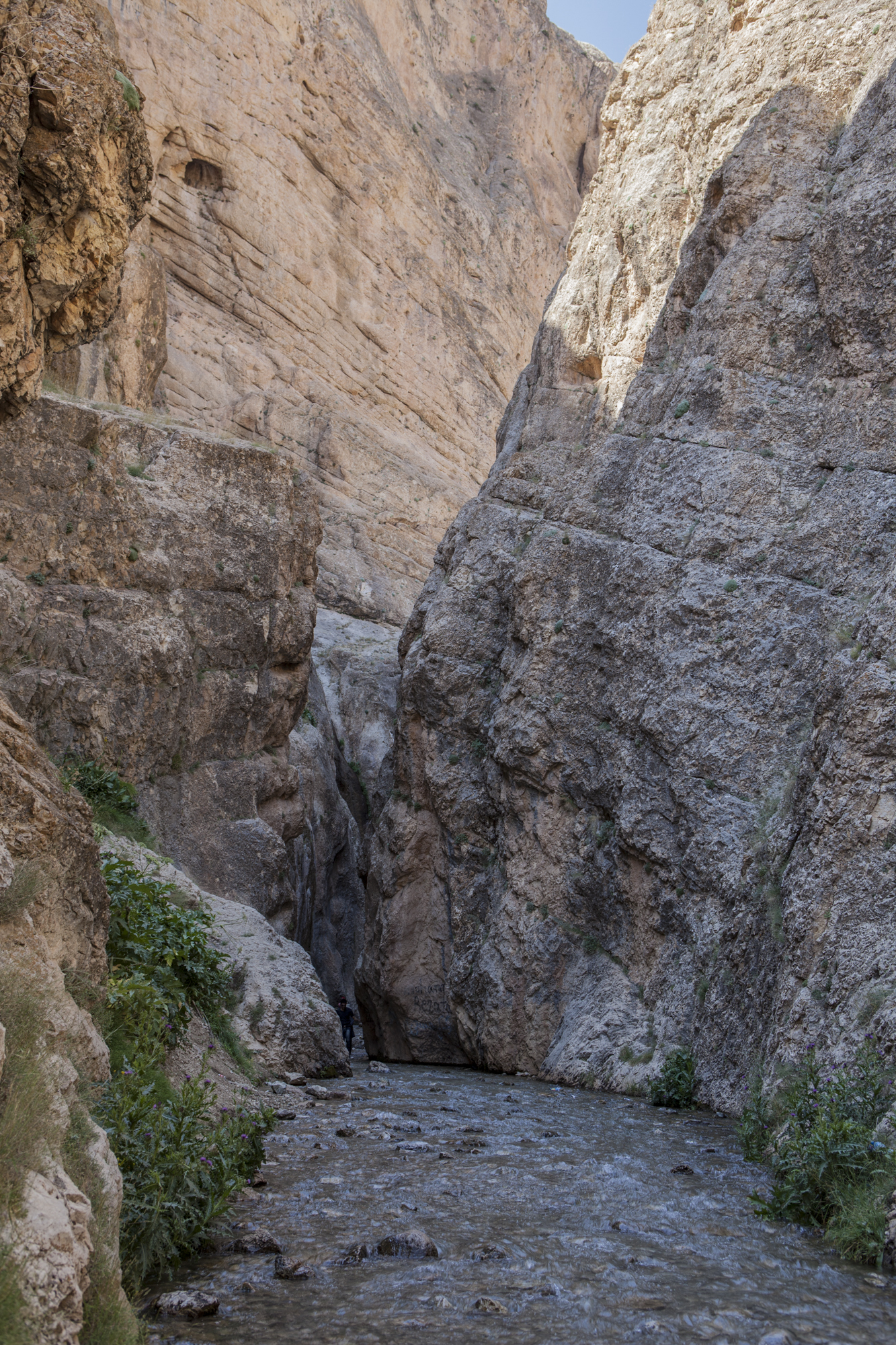
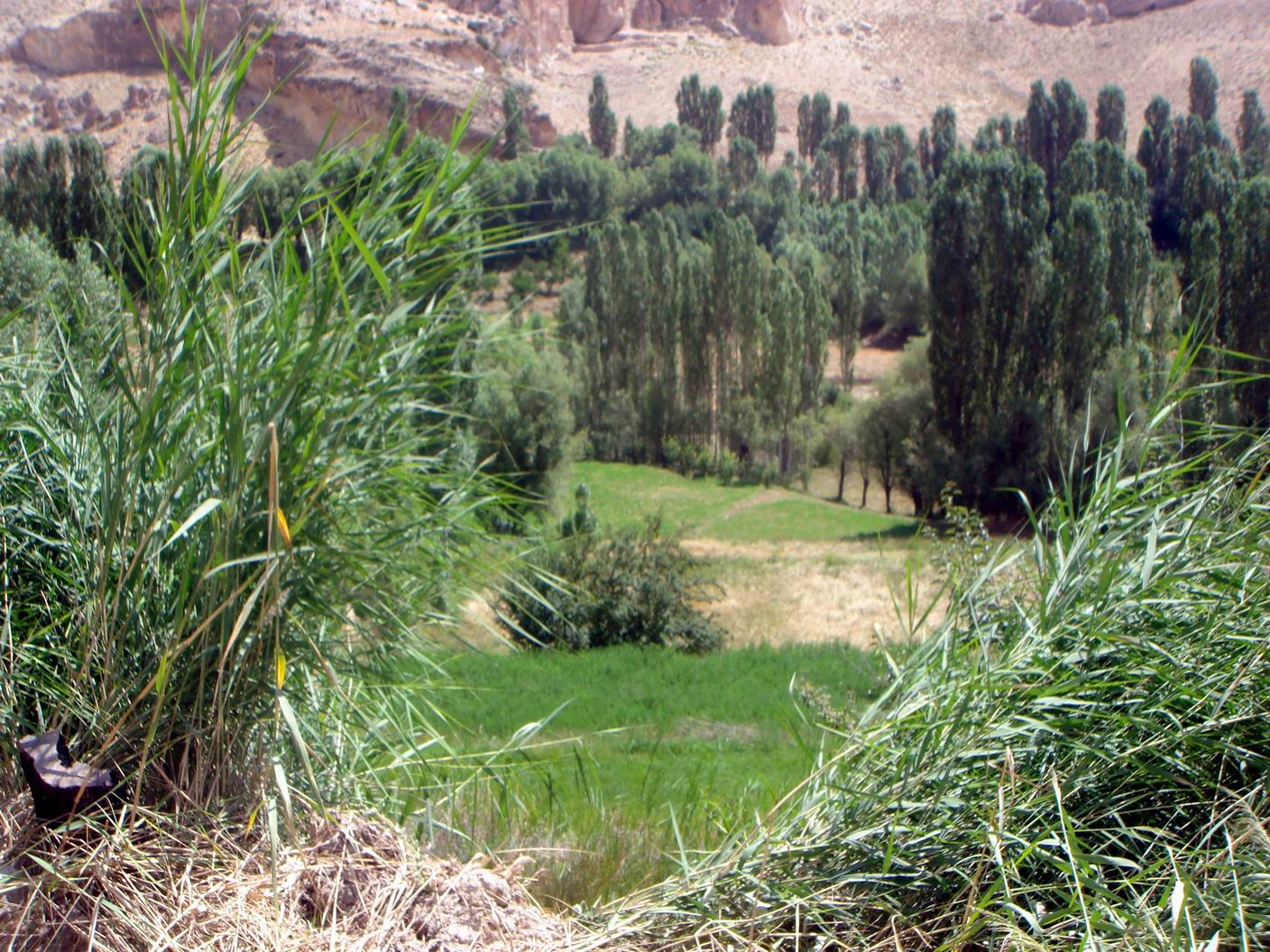
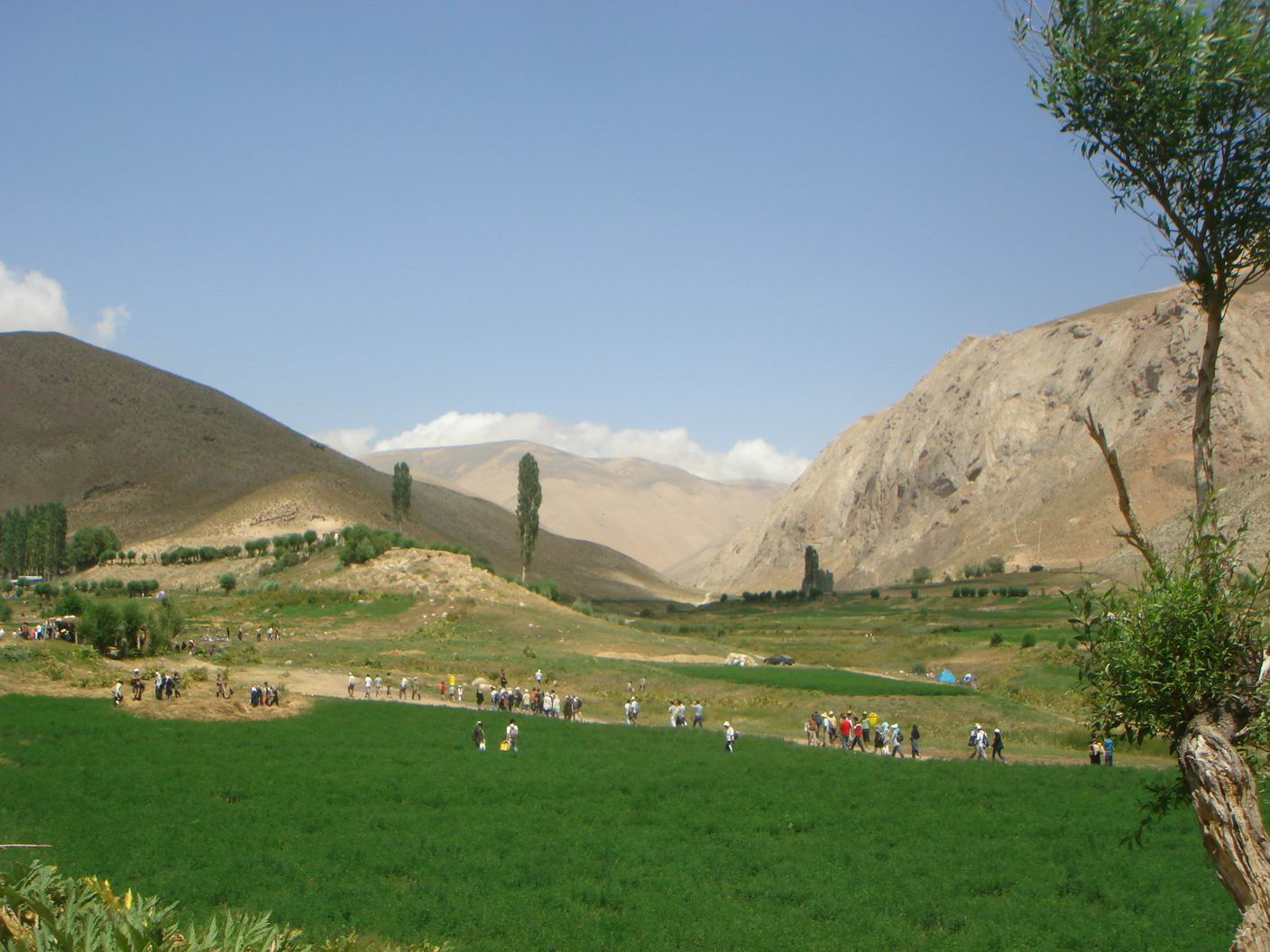
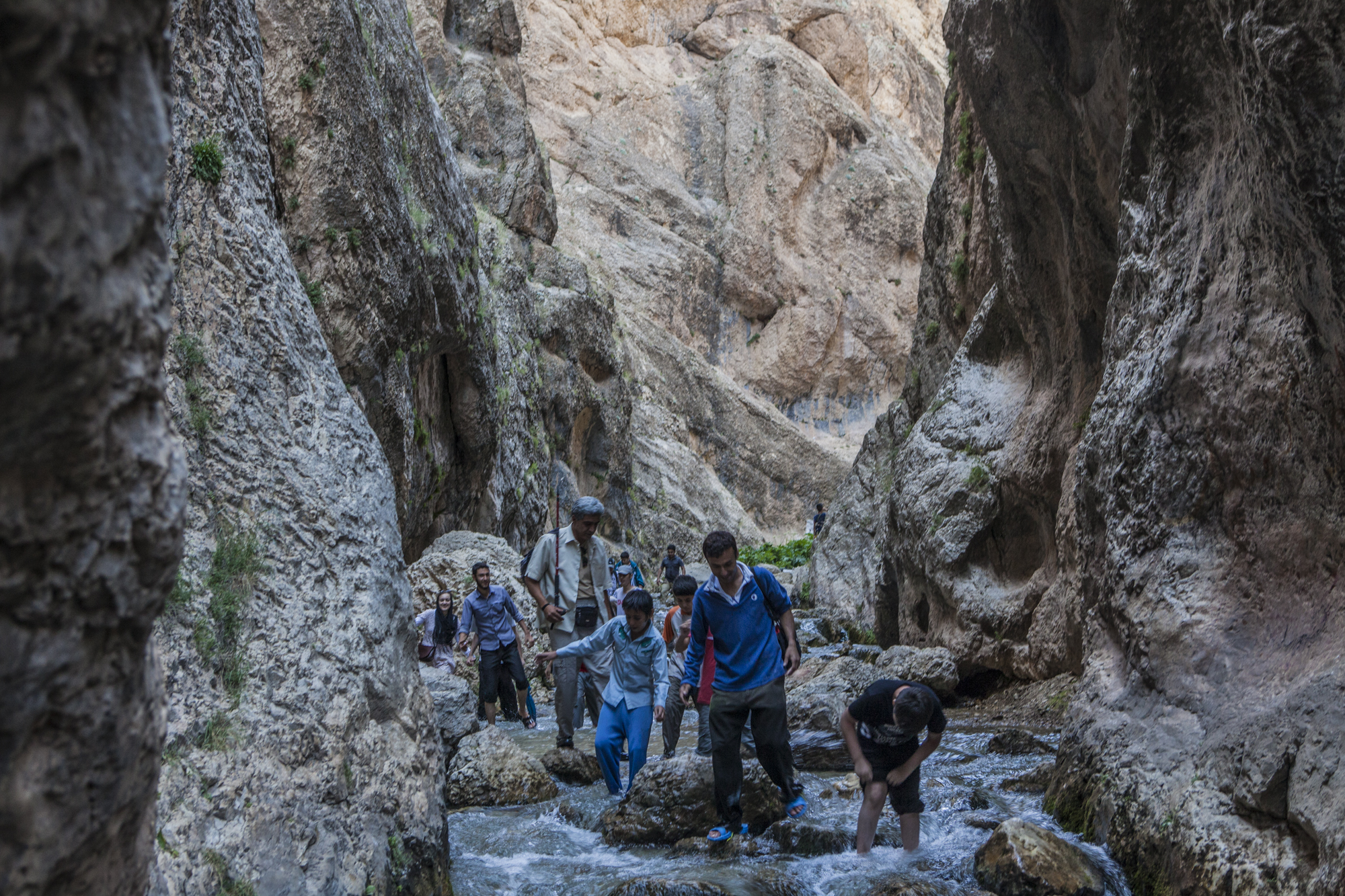